# 吴连枝

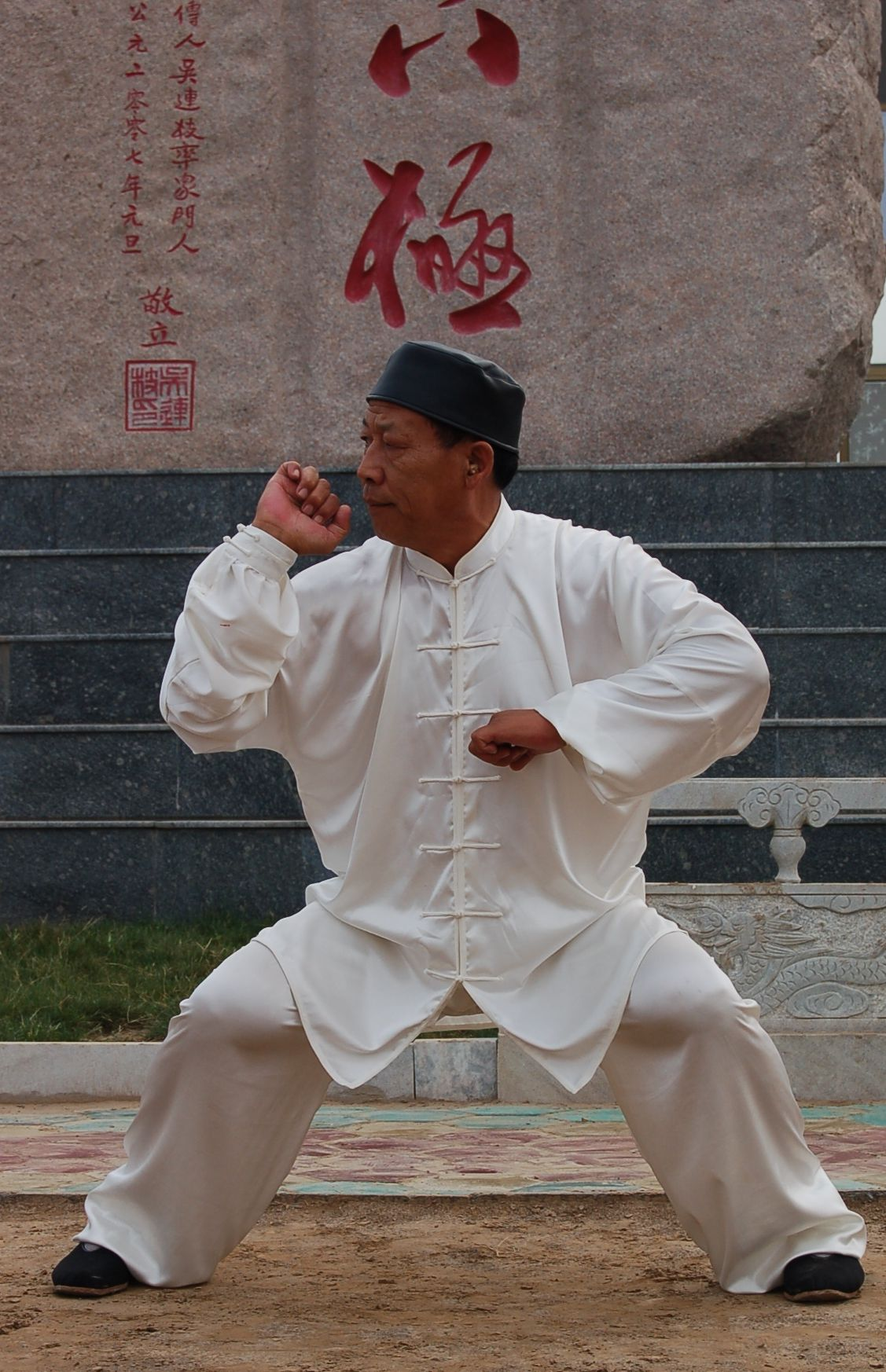
吴连枝

吴连枝（1947年—），字洪鹤，河北省孟村县人，回族，是中国八极拳第七世掌门。孟村吴氏开门八极拳代表人物。

## 生平
吴连枝為吴秀峰次子，八极拳七世嫡传。18岁授徒，其弟子中有成就者数十人。其中刘秀萍、杨杰、常玉刚、刘连俊等多次在全国及国际武术比赛中摘金夺银。
1982年以来，先后接待过日本、美国、韩国、英国、德国、香港、台湾等十几个国家和地区的武术团体和武术爱好者。四十餘次应邀赴日本、韩国、意大利等国讲学。现为河北省武协副主席、沧州市武协副主席、河北体院客座教授、国家高级教练、武术八段。
吴连枝在八极拳的理论和技术研究上颇有著述，在日本出版了《吴氏开门八极拳》著作三部；在国内出版发行了《中国传统武术系列规定套路--八极拳》一书。用中、日两种语言发行的教学光盘达二十余盘。其用力学原理解释的八极拳技术论文达十余篇，是目前中国武术界颇具影响的武术家之一。

## 爭議
在<探訪八極還原傳承歷史>中，裡面說明吳連枝和祖先吳會清都曾更改祖譜 把自己一脈接上 和提高輩份，並非八極血脈嫡傳。